# 椿町
椿町（つばきちょう）は、徳島県那賀郡にあった町。現在の阿南市椿泊町・椿町・伊島町にあたる。本項では町制前の名称である椿村（つばきそん）についても述べる。

## 地理
- 海洋 ： 紀伊水道
- 島嶼 ： 伊島、野々島、舞子島
- 岬 ： 燧崎、蒲生田岬
- 山岳 ： 愛宕山、明神山

## 歴史
- 1889年（明治22年）10月1日 - 町村制の施行により、椿泊浦・椿村（伊島を含む）の区域をもって椿村が発足。
- 1940年（昭和15年）12月10日 - 椿村が町制施行して椿町となる。
- 1955年（昭和30年）3月26日 - 橘町・福井村・新野町と合併し、改めて橘町が発足。同日椿町廃止。